# レ・テット・ブリューレ
レ・テット・ブリューレ（Les Têtes Brulées）はカメルーンの音楽グループ。

## 来歴
1985年頃から首都ヤウンデにあるバーで演奏を始め、瞬く間に人気を得ていく。彼らの音楽「ビクツィ・ロック」は、ヤウンデを中心としたベティ地方の伝統的な踊り「ビクツィ」を現代化させたものだった。このビクツィ・ロックは極めて政治色の強い音楽でもあり、このグループのメンバーも風刺映画に出たりしていた。

## ディスコグラフィー
- 1988: Les Têtes Brûlées (Bleu Caraïbe)
- 1990: Ma Musique a Moi (Bleu Caraibes)
- 1991: Hot Heads (Shanachie Records)
- 1992: Bikutsi Rock (Dona Wana)
- 1995: Be Happy (Dona Wana)
- 2000: Bikutsi Fever "Best of" (Africa Fete)